# Argo Pouvreau Requin
Die Argo ist ein Segelboot mit der Bezeichnung Pouvreau Requin. Sie bezieht sich auf ein Segelbootmodell der Marke Pouvreau, das 1962 gebaut wurde.
Es ist ein Segelboot vom Typ Slup und wird als Oldtimer eingestuft. Der Pouvreau Requin ist 9,60 Meter lang und hat eine Breite von 1,80 Metern.
Der Name "Requin" leitet sich vom französischen Wort für Hai ab. Die Bootsklasse "Hai" (französisch Requin) ist eine finnische Segelbootklasse, die von Gunnar Stenbäck entworfen wurde. Diese Klasse wurde in Frankreich als "Requin" bekannt und ist ein beliebtes Segelboot, sowohl für Regatten als auch für Fahrten.
Der Pouvreau Requin ist ein Segelboot, das in Frankreich gebaut wurde und als Oldtimer gilt. Es ist ein Modell der Marke Pouvreau und hat eine Länge von 9,60 Metern. Der Name "Requin" ist auch der Name einer finnischen Segelbootklasse, die in Frankreich als "Requin" bekannt ist.
Sehr schnell erregt sie die Aufmerksamkeit der Franzosen, die beschließen, ihre eigenen Exemplare zu bauen, auf Pläne, die geändert wurden, um sich an die französischen Navigationspläne anzupassen. Heute ist sie zeitlos.
Der Hai (französische Übersetzung des Namens HAJ) wurde 1934 von dem Franzosen Jean Savoye, einem Hauptakteur der Schifffahrt in der Region Seine-Maritime und Mitglied des Clubhauses von Duclair, nach Frankreich importiert. Aber bei seiner Ankunft wollten die Franzosen einige Änderungen an ihm vornehmen. In Absprache mit dem Architekten wurden Änderungen an den Plänen vorgenommen. Obwohl der Rumpf und der Kiel, der ohne Galbord hinzugefügt wurde, identisch blieben, wurde die Takelage geändert: Der Mast wurde durchstochen und angehoben, und die Kufen und die Genua hatten eine größere Oberfläche. Das Segel wird mit dem berühmten Tier geschmückt sein.